# 本所
本所（ほんじょ）は、日本荘園制の荘園領主である本家および領家のうち、荘務を行う権限、すなわち荘園の実効支配権を有した者をいう。

## 概要
平安時代後期に、在地領主が国衙などによる収公から荘園を守るため、中央の貴族や寺社へ寄進してその保護を求める寄進地系荘園が急速に増加した。寄進を受けた貴族や寺社がさらに上位の有力貴族・有力寺社へ寄進を行なうケースもあった。こうして形成された荘園支配体系の中で実効的な支配権を得たものが本所と呼ばれた。本家が本所となることが多かった。また、国衙や武士領主以外の荘園領主一般を本所と呼ぶこともあった。
上記の本所から転じて中世後期（室町時代）には座の支配権者も本所と呼ばれるようになった。下って江戸時代等に全国の諸身分集団を組織化した公家も本所と呼ばれている。また、本所が支配した土地を「本所」と称することもあり、日本各地の本所地名の由来となっている。特に東京都墨田区の本所 (墨田区)が著名。

## 沿革
平安時代中葉の10世紀後期から11世紀の頃、地方の有力農民である田堵（たと）による田地開発とその私有地化が活発化した。このような開発田地の所有者を開発領主というが、その土地所有は法的根拠に欠け、国衙に収公される可能性も高く、非常に不安定なものであった。そのため、開発領主の多くは、中央の有力貴族や有力寺社へ荘園を寄進することで、荘園の支配権・管理権を確保するようになった。このとき、寄進を受けた者を領家（りょうけ）という。
当時、天皇の代替わりの際に「新政」として荘園整理令が出されたり、また、国衙が荘園を認めずに公領へ編入しようとすることが多く、領家の権威だけでは荘園の所有が維持できないケースも見られた。そこで、より権威のある皇族や摂関家へ領家から荘園寄進が行われることがあった。これらの最上位の荘園領主を本家（ほんけ）という。
本家・領家のうち、荘園の実効支配権を持つ者が本所（ほんじょ）である。重層的な構成を取っていた荘園領主のうちで実社会においてもっとも有力な地位に立っていることが多かった本家が本所になることが多かったが、実際に在地における行政・司法の権限、すなわち荘務権を掌握していた者が領家などであったとしても本所と呼ばれていた。本所は、自らの権威を用いて荘園を国衙や他の荘園から保護し、その見返りとしてある程度の得分を荘園から得ていた。鎌倉時代に入ると、幕府や武士の側から荘園領主を一括して本所と呼ぶ例が増えてくる。
在地における実権を行使しえた本所の権力は大きく、本所に対する年貢・公事などの各種奉仕・負担を本所役と呼び、荘園における荘民の負担の中でもっとも主たる地位を占めていた。

## 本所法
本所は、荘園の実効支配権を有しており、荘園の運営に当たって、独自の裁判権を行使するようになった。そのため、本来の法令である律令から独立した法体系が形成されていき、これを本所法（ほんじょほう）という。荘園で紛争が生じたときは、政所などといった本所の家政機関において裁判が開かれ、紛争当事者や本所の関係者が出席した。裁判に際して適用された本所法は、律令の系統を引く公家法や現地の慣習法などから成り立っていた。本所法による刑罰には、拘禁や追放などの自由刑のほか、財産没収などの財産刑があったが、斬刑などの生命刑・傷害刑はほとんど見られなかった。